# Die geschiedene Frau (1926)
Die geschiedene Frau ist eine deutsche Stummfilmoperette aus dem Jahre 1926 von Victor Janson nach der gleichnamigen Vorlage von Leo Fall. Die Hauptrollen spielen Mady Christians, Walter Rilla, Marcella Albani und Bruno Kastner. 

## Handlung
In der niederländischen Stadt Scheveningen: Hier steht die mondäne und verwöhnte Gonda van der Loo im Mittelpunkt der Kurgesellschaft. Viele Männer drehen sich nach ihr um. Es dauert nicht lang, da wird die verheiratete Jana van Lysseweghe auf Gonda eifersüchtig, glaubt sie doch, dass Gonda ein Auge auf ihren Gatten, den Staatssekretär Karel van Lysseweghe, mit dem sich Jana hier auf Hochzeitsreise befindet, geworfen habe. Karel ist sich jedoch keiner Schuld bewusst und weiß vielmehr, dass sich diesbezüglich etwas zwischen besagter Dame und dem Gerichtspräsidenten Lucas van Deesteldonck entspinnt. Jana glaubt dennoch, dass ihr Gatte fremdgeht, und so kommt es prompt zum handfesten Ehekrach. Als Karel telegrafisch abberufen wird, reist er allein im Zug ab. Wie es der Zufall will, befindet sich auch Gonda im Eisenbahnwaggon. Die hat sich nämlich nach einem Disput mit dem Herrn Gerichtspräsidenten ebenfalls abgesetzt und nun, da kurzfristig gebucht, kein Schlafcoupe mehr bekommen. Ganz Gentleman, bietet Karel ihr das seine an. In einem unachtsamen Moment schnappt die Kabinentür zu und lässt sich auch nicht mehr öffnen. So sind die beiden Reisenden gezwungen, eine gemeinsame Nacht zu verbringen, ohne dass etwas unkeusches passiert.
Dennoch haben offensichtlich die Wände Ohren, jedenfalls erscheint bald darauf ein vielsagender und nichts beweisender Zeitungsartikel, der von einem „pikanten“ Erlebnis des Staatssekretärs Karel van Lysseweghe mit seiner mutmaßlichen Gattin im Nachtexpress spekuliert. Jana ist außer sich, hat sie es doch schon immer gewusst, und verlangt daraufhin die Scheidung. Unter dem Vorsitz von van Deesteldonck wird vor Gericht die Ehe der Lysseweghes aufgelöst. Am darauf folgenden Abend gehen nun zwei neue Pärchen, Karel van Lysseweghe und Gonda van der Loo auf der einen Seite sowie Jana van Lysseweghe und Lucas van Deesteldonck auf der anderen, auf ein und denselben Maskenball. Hier klären sich die Missverständnisse, denn als Karel seiner Tanzpartnerin, der gleichfalls hinter einer Maske versteckten Jana, sein Herz ausschüttet und der vermeintlich Fremden erzählt, dass seine Ex-Ehefrau fälschlicherweise glaube, dass er sie betrogen habe, ist Jana gerührt und erleichtert zugleich. Sie nimmt ihre Maske ab und gibt sich so Karel zu erkennen. Auch Lucas und Gonda haben ihre Masken abgelegt und sich ausgesprochen. Die früheren Paare versöhnen sich wieder und kommen erneut zusammen.

## Produktionsnotizen
Die geschiedene Frau wurde im Juni/Juli 1926 im Filmstudio von Staaken gedreht, passierte am 17. September 1926 die Zensur und wurde am 8. Oktober desselben Jahres in Berlins Primus-Palast uraufgeführt. Der mit Jugendverbot belegte Streifen besaß sieben Akte, verteilt auf 2541 Metern Länge.
Produzent Rudolf Dworsky hatte auch die künstlerische Oberleitung, Walter Tost die Aufnahmeleitung. Jacques Rotmil gestaltete die Filmbauten. 

## Remake
Ein Remake entstand 1953, siehe Die geschiedene Frau (1953).